# Liga Nacional de Handebol Feminino de 2019
A Liga Nacional de Handebol Feminino de 2019 foi a 23ª edição da principal competição de clubes femininos de handebol no Brasil, a Liga Nacional de Handebol Feminino, sendo organizada pela Confederação Brasileira de Handebol (CBHb).
Pela segunda vez na história, a equipe paulista do Pinheiros sagrou-se campeã da liga, ao derrotar a equipe paulista do UNIP São Bernardo na final.

## Equipes classificadas
Conferência Sul-Sudeste
- UnC Concórdia
- EC Pinheiros
- UNIP São Bernardo
- Blumenau FURB

Conferência Nordeste
- Português AESO

Conferência Centro-Oeste
- Força Atlética

## Eliminatórias

### Grupo A
| Pos. | Time           | J | V | E | D | GF | GC | SG  | Pts |
| ---- | -------------- | - | - | - | - | -- | -- | --- | --- |
| 1    | EC Pinheiros   | 2 | 2 | 0 | 0 | 79 | 39 | 40  | 4   |
| 2    | Blumenau FURB  | 2 | 1 | 0 | 1 | 64 | 59 | 5   | 2   |
| 3    | Força Atlética | 2 | 0 | 0 | 2 | 36 | 81 | –45 | 0   |

### Grupo B
| Pos. | Time              | J | V | E | D | GF | GC | SG | Pts |
| ---- | ----------------- | - | - | - | - | -- | -- | -- | --- |
| 1    | UNIP São Bernardo | 2 | 1 | 0 | 1 | 49 | 42 | 7  | 2   |
| 2    | UnC Concórdia     | 2 | 1 | 0 | 1 | 46 | 45 | 1  | 2   |
| 3    | Clube Português   | 2 | 1 | 0 | 1 | 43 | 51 | –8 | 2   |

|  | Equipes classificadas para a final                     |
|  | Equipes classificadas para a disputa do terceiro lugar |

### Disputa do quinto lugar
| 22 de dezembro de 2019 12:00 | Força Atlética | 13–28 | Clube Português | Ginásio Henrique Villaboim, São Paulo |
| 22 de dezembro de 2019 12:00 | (8–14)         |       |                 | Ginásio Henrique Villaboim, São Paulo |
| 22 de dezembro de 2019 12:00 |                |       |                 | Ginásio Henrique Villaboim, São Paulo |

### Disputa do terceiro lugar
| 22 de dezembro de 2019 14:00 | Blumenau FURB | 14–21 | UnC Concórdia | Ginásio Henrique Villaboim, São Paulo |
| 22 de dezembro de 2019 14:00 | (5–9)         |       |               | Ginásio Henrique Villaboim, São Paulo |
| 22 de dezembro de 2019 14:00 |               |       |               | Ginásio Henrique Villaboim, São Paulo |

### Final
| 22 de dezembro de 2019 16:00 | EC Pinheiros | 21–18 | UNIP São Bernardo | Ginásio Henrique Villaboim, São Paulo |
| 22 de dezembro de 2019 16:00 | (11–5)       |       |                   | Ginásio Henrique Villaboim, São Paulo |
| 22 de dezembro de 2019 16:00 |              |       |                   | Ginásio Henrique Villaboim, São Paulo |